# Campo de rugby La Teixonera
Campo de Rugby La Teixonera es una instalación deportiva situada en el barrio de La Teixonera de Barcelona, donde la sección de rugby del FC Barcelona juega en casa los partidos de la División de Honor de Rugby . 
También, por concesión del campo por parte del Fútbol Club Barcelona, el AVRFCB utiliza el campo para los partidos de su equipo femenino.
Forma parte de las principales instalaciones del complejo deportivo Valle de Hebrón-Teixonera inaugurado en 2009, que incluye también campos de fútbol y pádel . 